# 电信和互联网融合业务及高级网络协议
TISPAN全名是电信和互联网融合业务及高级网络协议（Telecoms & Internet converged Services & Protocols for Advanced Networks） 是歐洲電信標準協會（ETSI）的主體，致力下一代網路（Next Generation Networking，NGN）研究的标准化组织。目前TISPAN分为8个研究组和1个系统组，分别是WG1业务、WG2体系架构、WG3协议、WG4编号和路由、WG5家庭网络、WG6测试、WG7安全、WG8网络管理。系统组則负责協調工作。 
自2003年9月开始，TISPAN制定了一系列标准，这些标准可以用於企業内部作为NGN的基础。2005年12月TISPAN 於第九次会议上，發布 NGN 第一版。
2007年5月14至18日TISPAN在法国索非亚召开第十三次會議，決定將Common IMS（包括Core IMS）有关的项目转移到3GPP R8。
2008年TISPAN 發表 NGN 第二版，增加了對 IPTV 服務的支援，以及 透過 IMS的Business Communications 技術（如：Business Trunking）。

## 外部連結
- Official TISPAN web site
- An introduction to the TISPAN architecture （页面存档备份，存于）